# بريان بيليندورف
بريان بيليندورف (بالإنجليزية:  Brian Behlendorf)‏ هو مبرمج كمبيوتر، ومتخصص بالتكنولوجيا، يعد من العلامات البارزة في حركة البرمجيات مفتوحة المصدر. كان مطور أساسي لأباتشي ويب سيرفر، خادم الوب الأكثر شعبية على مستوي الإنترنت، وعضو مؤسس في مجموعة أباتشي والتي تعرف الآن باسم مؤسسة برمجيات أباتشي. شغل بيليندورف منصب رئيس المؤسسة لمدة ثلاث سنوات، والآن هو ضمن مجلس إدارة مؤسسة موزيلا منذ عام 2003.

## روابط خارجية
- بريان بيليندورف على موقع IMDb (الإنجليزية)
- بريان بيليندورف على موقع أول موفي (الإنجليزية)
- بريان بيليندورف على موقع إن إن دي بي (الإنجليزية)
- بريان بيليندورف على موقع قاعدة بيانات الفيلم (الإنجليزية)
- بريان بيليندورف على موقع كينوبويسك (الروسية)